# Bradyidius spinifer
Bradyidius spinifer är en kräftdjursart som beskrevs av Edward Bradford 1969. Bradyidius spinifer ingår i släktet Bradyidius och familjen Aetideidae. Inga underarter finns listade i Catalogue of Life.